# اتاق زیر شیروانی: پنهان کردن آنه فرانک
اتاق زیر شیروانی: پنهان کردن آنه فرانک (انگلیسی: The Attic: The Hiding of Anne Frank) فیلمی تلویزیونی در سبک درام به کارگردانی جان ارمن است که در سال ۱۹۸۸ منتشر شد. داستان فیلم برگرفته از زندگی آنه فرانک است. از بازیگران آن می‌توان به مری استینبورگن اشاره کرد.